# ریچارد دوم، دوک نورماندی
ریچارد دوم، دوک نورماندی (به انگلیسی: Richard II, Duke of Normandy)؛ ۲۳ اوت ۹۶۳ – ۲۸ اوت ۱۰۲۶ (۶۳ سال) مشهور به ریچارد نیک یا ریچارد خوب، فرزند ارشد پسر و وارث ریچارد یکم، دوک نورماندی ملقب به ریچارد اول بی‌باک و همسرش گونور بود، وی یک نجیب‌زاده نورمن از دودمان نورماندی بود.